# Haecken
Haecken ist ein Wohnplatz in der Gemeinde Kürten im Rheinisch-Bergischen Kreis.

## Lage und Beschreibung
Der Ort liegt östlich von Kuddenberg und bildet mit dieser Ortschaft einen geschlossenen Siedlungsbereich.

## Geschichte
Der Ort ist auf der Topographischen Aufnahme der Rheinlande von 1824 als Häken und auf der Preußischen Uraufnahme von 1840 als Häcken verzeichnet.
Ab der Preußischen Neuaufnahme von 1892 ist er auf Messtischblättern regelmäßig als Häcken verzeichnet.
1822 lebten 30 Menschen im als Hof kategorisierten und Häcken bezeichneten Ort.
1830 hatte der Ort 33 Einwohner.
Der 1845 laut der Uebersicht des Regierungs-Bezirks Cöln als Hof kategorisierte Ort besaß zu dieser Zeit fünf Wohnhäuser. Zu dieser Zeit lebten 43 Einwohner im Haecken genannten Ort, davon 33 katholischen und zehn evangelischen Bekenntnisses.
Die Gemeinde- und Gutbezirksstatistik der Rheinprovinz führt Haecken 1871 mit vier Wohnhäusern und 21 Einwohnern auf.
Im Gemeindelexikon für die Provinz Rheinland von 1888 werden zwei Wohnhäuser mit zwölf Einwohnern angegeben.
1895 hatte der Ort ein Wohnhäuser und sechs Einwohner, der Ort wird Häken genannt.
1905 besaß der Ort drei Wohnhäuser und 13 Einwohner und gehörte konfessionell zum katholischen Kirchspiel Kürten.
1927 wurden die Bürgermeisterei Kürten in das Amt Kürten überführt. In der Weimarer Republik wurden 1929 die Ämter Kürten mit den Gemeinden Kürten und Bechen und Olpe mit den Gemeinden Olpe und Wipperfeld zum Amt Kürten zusammengelegt. Der Kreis Wipperfürth ging am 1. Oktober 1932 in den Rheinisch-Bergischen Kreis mit Sitz in Bergisch Gladbach auf.
1975 entstand aufgrund des Köln-Gesetzes die heutige Gemeinde Kürten, zu der neben den Ämtern Kürten, Bechen und Olpe ein Teilgebiet der Stadt Bensberg mit Dürscheid und den umliegenden Gebieten kam.